# 三河国司
三河国司（みかわこくし）は、三河国の国司のことである。養老律令の職員令で三河国は守、介、掾、目の各1人の構成である。三河国は上国であり、養老律令の官位令が定める上国の官位相当は守が従五位下、介が従六位上、少掾が従七位上、少目が従八位下である。ただし、宝亀6年（775年）には大目1名・少目1名として大目を増員している。

## 国司一覧

### 三河守
- 巨勢祖父（務大肆）：大宝元年（701年）正月見、『続日本紀』。
- 坂合部三田麻呂（従五位下）：慶雲3年（706年）9月任、『続日本紀』。
- 榎井広国（従五位下）：和銅6年（713年）8月任、『続日本紀』。
- 坂本阿曽麻呂（従五位上）：霊亀2年（716年）4月任、『続日本紀』。
- 佐伯伊益（外従五位下）：天平4年（733年）9月任、『続日本紀』。
- 秦前大魚（外従五位下）：天平13年（741年）12月任、『続日本紀』。
- 田辺高額（外従五位下）：天平17年（745年）9月任、『続日本紀』。
- 大倭小東人（正五位下）：天平勝宝5年（753年）4月任、『続日本紀』。
- 大伴御依（従五位下）：天平宝字元年（757年）6月任、『続日本紀』。
- 石上宅嗣（従五位上）：天平宝字3年（759年）5月任、『続日本紀』。
- 淡海三船（従五位下）：天平宝字5年（761年）5月任、『続日本紀』。
- 高元度（従五位上）：天平宝字6年（762年）正月任、『続日本紀』。
- 大伴田麻呂（従五位下）：天平宝字7年（763年）7月任、『続日本紀』。
- 中臣伊勢老人（従四位下）：天平宝字8年（764年）10月任、『続日本紀』。
- 藤原田麻呂（正四位下）：宝亀2年（771年）閏3月任、『続日本紀』。
- 多治比長野（正五位下）：宝亀3年（772年）4月任、『続日本紀』。
- 礒部王（従五位下）：宝亀5年（774年）9月任、『続日本紀』。
- 藤原長山（外従五位下）：宝亀10年（779年）2月任、『続日本紀』。
- 多治比豊浜：（従五位下）延暦元年（782年）5月任、『続日本紀』。
- 和国守：（従五位下）延暦6年（787年）2月任、『続日本紀』。
- 高賀茂諸雄：（正五位下）延暦8年（788年）2月任、『続日本紀』。
- 安倍男笠（従五位上）：弘仁3年（812年）1月任、『日本後紀』。
- 橘本継（従五位下）：承和6年（839年）12月任、『続日本後紀』。
- 豊前王（従五位下）：承和7年（840年）1月任、『続日本後紀』。
- 藤原雄瀧（従五位下）：承和12年（845年）任官
- 菅野継門（外従五位下）：嘉祥2年（849年）1月任、『続日本後紀』。
- 安倍氏主（従五位下）：仁寿3年（853年）1月任、『日本文徳天皇実録』。
- 斎部木上（従五位下）：斉衡4年（857年）1月任、同3月越中介と為る、『日本文徳天皇実録』。
- 安倍氏主（従五位下）：天安元年（857年）3月再任、天安2年6月卒、『日本文徳天皇実録』。
- 安倍良行（従五位下）：天安2年（858年）6月任、『日本文徳天皇実録』。
- 下柳（御長）近人（従五位下）：貞観元年（859年）11月任、貞観2年（年）3月越後守と為る、『日本三代実録』。
  - 物部広泉（正五位下）：貞観2年（860年）2月任（権守）、同10月卒、『日本三代実録』。
- 藤原安棟：（従五位下）貞観2年（860年）8月任、『日本三代実録』。
- 長岡秀雄（従五位下）：貞観7年（865年）任、貞観8年（866年）1月転、近江権大掾、『日本三代実録』。
  - 藤原広基（正五位下）：貞観 8年（866年）1月任（権守）、摂津守と為る、『日本三代実録』。
- 藤原善友（従五位下）：貞観11年（869年）1月官、『日本三代実録』。
- 藤原継蔭（従五位下）：元慶5年（881年）2月任、『日本三代実録』。
- 源進（従五位上）：元慶9年（885年）1月任、『日本三代実録』。
- 平篤行（従五位下）：延喜3年（903年）1月任、延喜7年（907年）1月罷。
- 源等（従五位下）：延喜7年（907年）1月任。
  - 源宗于（従四位上）：延喜12年（912年）10月任（権守）。
  - 源清平（従四位上）：延喜16年（916年）8月任（権守）、延喜17年（917年）1月、河内守と為る。
- 紀済行（従四位上）：延喜19年（919年）任官
  - 源兼忠（従五位下）：延長6年（928年）1月任（権守）。
  - 紀淑光（従五位下）：延長7年（929年）1月任（権守）。
  - 大江維時（従四位下）：天慶4年（941年）3月任（権守）、天慶5年（942年）3月備前守と為る。
- 紀理綱（従五位下）：天暦7年（953年）任官
  - 紀伊輔（従五位下）：応和3年（963年）8月任官（権守）
  - 藤原惟成（従五位下）：天延4年（976年）任官（権守）。
  - 藤原惟成（従五位下）：天元2年（979年）5月任（権守）。
  - 源為憲（従五位下）：永観2年（984年）任官（権守）。
- 大江定基：986年頃
- 大江清通：正暦2年（991年）任官
- 藤原挙直（従五位下）：長徳2年（991年）1月任。
- 藤原輔公：長保6年3月（1004年）任。
- 菅原為理：寛弘5年（1008年）1月任、寛弘7年3月卒。
  - 藤原定佐：寛弘5年（1008年）任官（権守）。
- 藤原為職：寛弘7年（1010年）3月任。
- 藤原中尹：寛仁元年（1017年）任官
- 源為善（従五位下）：寛仁2年（1018年）12月任。
- 大江定経：治安2年（1022年）任官
  - 平範国：治安2年（1022年）任官（権守）
- 大江挙周：万寿3年（1026年）任官
- 藤原保相：万寿5年（1028年）任官
  - 源経信（従五位下）：長元6年（1033年）12月任（権守）
- 藤原親光：長元7年（1034年）任官
- 源経相：長元9年（1036年）任官
- 源長季：長暦3年（1039年）任官
- 源経信（従四位上）：永承5年（1050年）任官
  - 藤原顕実（従五位下）：治暦5年（1069年）4月任（権守）
- 藤原長明：延久4年（1072年）任官
- 藤原季綱：承保3年（1076年）任官
- 藤原顕頼（従五位下）：永久2年（1114年）任官
- 源資賢（従五位下）：天承元年（1131年）任官
- 藤原顕長（正五位下）：保延2年（1136年）任官
- 藤原俊成（従五位上）：久安元年（1145年）任官
- 平頼盛：保元3年（1158年）10月任 - 平治元年（1159年）12月、尾張守に転任。
- 平知度：治承3年（1179年）11月任。
- 源範頼：元暦元年（1184年）8月6日任、『平家物語』[2]。
- 世良田頼氏：鎌倉時代中期の上野国の武将。松平氏・徳川氏につながる世良田氏の祖
- 宇都宮貞綱：鎌倉時代中・後期の武将。宇都宮氏第8代当主
- 宇都宮貞泰：鎌倉時代末期から南北朝時代の武将。貞綱の弟
- 河越高重：鎌倉時代末期から南北朝時代の武将。武蔵河越氏8代当主
- 徳川家康：三河国の戦国大名。後の征夷大将軍[3]。
- 以下の者は「歴名土代」で確認できない。
  - 織田信秀：戦国時代の武将、信長の父[4]。
  - 今川義元：駿河国・遠江国の戦国大名[5]。

### 三河介
- 山田御井広人：（従五位下）天平宝字8年（764年）10月任、『続日本紀』。
- 秦智麻呂：（外従五位下）神護景雲元年（767年）8月見、『続日本紀』。
  - 雀部兄子：（従五位下）神護景雲2年（768年）閏6月任（員外介）、『続日本紀』。
- 大伴良雄：（位階欠）宝亀4年（773年）9月任。
  - 笠名麻呂：（従五位下）宝亀5年（774年）9月任（権介）、『続日本紀』。
- 葛井河守：（外従五位下）宝亀11年（780年）3月任、『続日本紀』。
- 佐伯瓜作：（従五位下）天応元年（781年）4月任、『続日本紀』。
- 三島大湯座：（従五位下）延暦4年（785年）7月任、『続日本紀』。
- 中臣必登：（従五位下）延暦5年（786年）8月任、『続日本紀』。
- 御使浄足：（外従五位下）延暦6年（787年）2月任、『続日本紀』。
- 文室波多麻呂：（正五位下）延暦9年（790年）3月任、『続日本紀』。
- 路年継：（従五位下）大同元年（806年）1月任、『日本後紀』。
- 佐伯鷹成：（従五位下）大同元年（806年）2月任、『日本後紀』。
- 淡海有成：（従五位下）弘仁3年（812年）1月任、『日本後紀』。
- 百済縄継：（従五位下）承和元年（834年）1月任、『続日本後紀』。
- 藤原貞敏：（従五位下）承和7年（840年）1月任、『日本三代実録』。
- 大原真室：（従五位下）仁寿3年（853年）1月任、『日本文徳天皇実録』。
- 菅原河道：（従五位下）斉衡2年（855年）1月任、『日本文徳天皇実録』。
  - 物部広泉：（従五位上）天安2年（858年）2月任（権介）、貞観2年（860年）2月為権守、『日本文徳天皇実録』。
- 壱志大春日吉野：（外従五位下）貞観元年（859年）1月任、『日本三代実録』。
- 紀正守：（従五位下）貞観5年（853年）2月任
  - 安倍三寅：（従五位下）貞観7年（855年）1月任（権介）、貞観8年（856年）1月近江権大掾と為る、『日本三代実録』。
  - 占部真雄：（外従五位下）貞観8年（866年）2月任（権介）、『日本三代実録』。
- 太貞長：（外従五位下）貞観9年（867年）1月任、同11年3月再任、『日本三代実録』。
- 紀有朋：（官位欠）元慶元年（877年）1月任、『古今和歌集目録』。
  - 佐伯是継：（外従五位下）元慶2年（878年）1月任（権介）、『日本三代実録』。
  - 坂上春岑：（従五位下）仁和2年（856年）2月任（権介）、『日本三代実録』。

### 三河掾
- 民總麻呂：（外従五位下）天平神護2年（766年）閏6月任、『続日本紀』。
- 神直大神虎主：（外従五位下）斉衡元年（854年）3月任、『日本文徳天皇実録』。
  - 大原河麻呂：（従五位上）貞観元年（859年）11月見（権掾）、『日本三代実録』。
- 文屋康秀：貞観年中任官、『古今和歌集目録』。
- 菅原高視：寛平2年（890年）8月任。
- 大春日晴蔭：延喜元年（990年）1月任（掾）。
  - 布勢時枝：長徳2年（996年）1月任（権掾）。
- 柰癸弘吉[6]：寛弘4年（1007年）（月欠）任。
- 藤原経遠：永久4年（1116年）1月任（大掾）。
- 久米荻方：保安2年（1121年）1月任（少掾）。
- 紀安次：保安3年（1122年）任（掾）。
- 伴吉久：大治4年（1129年）2月任（大掾）。
- 大江俊言：大治4年2月（1129年）任（少掾）。
- 中原有継：久寿（1154年）元年1月任。
- 藤原政親：治承2年（1178年）1月任（大掾）。
- 三善助道：養和元年（1181年）3月見（掾）。

### 武家官位としての三河守
江戸時代に入ると、徳川氏発祥の地である三河守は武家の間で遠慮され、親藩の例のみ見られた。
- 結城秀康：越前松平宗家初代、越前福井藩初代藩主。
- 松平忠直：越前松平宗家2代、福井藩2代藩主。
- 松平綱国：越前松平家諸流の越後高田藩初代藩主松平光長の養子。忠直の孫。
- 松平斉民：越前松平家諸流の美作津山藩第8代藩主。
- 松平慶倫：津山藩第9代藩主。